# Cratere Ibn-Rushd
Ibn-Rushd è un cratere lunare da impatto intitolato al filosofo, medico e matematico spagnolo Averroè. È situato a nordovest del più grande cratere Cyrillus; verso nordovest vi è il cratere Kant, mentre a nord si trova il promontorio denominato Mons Penck. Il cratere è piuttosto eroso, e il bordo meridionale è ricoperto parzialmente dal più piccolo 'Cyrillus C'. La superficie interna è relativamente pianeggiante ed è priva di un picco centrale.
Prima di essere rinominato Ibn-Rushd dall'UAI, questo cratere era identificato come 'Cyrillus B'.